# くらし良好

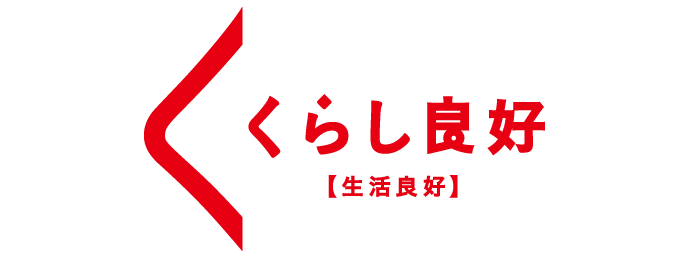
「くらし良好」ロゴ

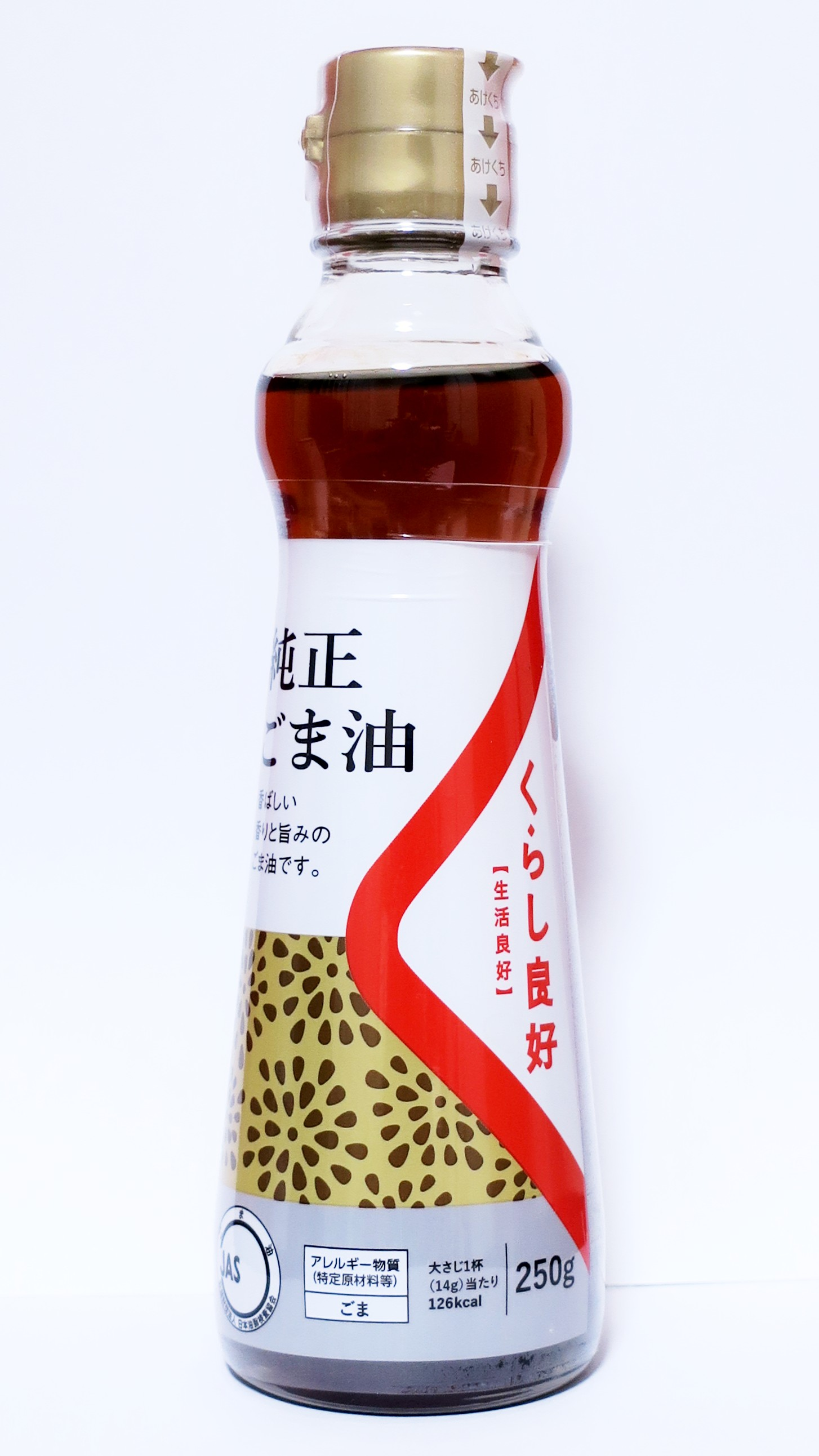
「くらし良好」ブランドの製品（純正ごま油）

くらし良好（くらしりょうこう）は、コプロ株式会社が商品開発したプライベートブランド。オール日本スーパーマーケット協会（AJS)に加盟するスーパーマーケット（2018年11月現在58社）で販売されている。なお、ダイイチ、天満屋ストア、ヤマザワやアルビスのように、AJSに加盟しながら別の小売チェーンやコーペラティブチェーンと提携を結んでいる企業は、別のプライベートブランド（セブンプレミアムやくらしモア、CGC商品など）を販売しているケースもある。

## 歴史
1988年1月に「生活良好」（読みは同じ）として発売開始。当時は1973年より存在したプライベートブランド「トプコ」と併用されていたが、1993年1月に「生活良好」に一本化された。
2014年6月12日、「生活良好」から「くらし良好」への名称変更、および新ロゴ・パッケージのデザインを発表。同年9月より順次導入される。新ロゴは「くらし良好【生活良好】」となっており、漢字表記も小書きで残る。

## テーマソング
- 『くらし良好のうた』 - 作詞：田中ひろのぶ、作曲・編曲：林あきひと[4]。